# Lacrimula similis
Lacrimula similis is een mosdiertjessoort uit de familie van de Batoporidae. De wetenschappelijke naam van de soort is voor het eerst geldig gepubliceerd in 1976 door Cook & Lagaaij.